# Kunskapens bok
Kunskapens bok var ett svenskt uppslagsverk i åtta eller nio band som utgavs av Natur & Kultur i sex upplagor mellan 1937 och 1965. Dess artiklar i de första sju banden utgjordes av längre uppsatser, ofta med poetiska överskrifter, som kompletterades med ett eller två registerband. Den femte upplagan kallades "helt omarbetad". Den sjätte upplagan fick 1965 ett tionde supplementband. Tredje till femte upplagan redigerades av Sven Lidman, som senare lämnade förlaget för att ge ut Focus.

## Lista
| Upplaga    | År        | Band | Redaktion                                   |
| ---------- | --------- | ---- | ------------------------------------------- |
| 1          | 1937-1940 | 8    | Gunnar Roswall                              |
| 2          | 1945-1946 | 8    |                                             |
| 3          | 1949-1951 | 9    | Sven Lidman                                 |
| 4          | 1952-1953 | 9    | Sven Lidman                                 |
| 5          | 1955-1955 | 9    | Sven Lidman                                 |
| 6          | 1958-1959 | 9    | Bertil Molde, Gösta Åberg, Ulla-Britt Boalt |
| supplement | 1965      | 1    |                                             |